# Dolina za Mnichem
Dolina za Mnichem (Dolina za Mnichom, německy Mönchstal, maďarsky Barátvölgy) je malá, asi kilometr dlouhá skalami pokrytá dolinka, která je západním odvětvím Doliny Rybiego Potoka na polské straně Vysokých Tater. 

## Poloha
Při pohledu od Morského oka ji zprava ohraničuje Miedziane, Hrubý štít, Čubrina, státní hranice a Mnich, který leží na polské straně Tater. Dolina je terasovitá. Největší terasa leží pod Čubrinou. Na dolní terase je její největší, z času na čas se objevující, pleso Staw Staszica. Na vyšší boční terase je devět malých ples – Wyżne Mnichowe Stawki (Vyšné Mnichova pleska). Nemají samostatné názvy. V horní jihovýchodní části doliny, mezi Mnichovou kopou a Druhým Mnichom leží Zadni Mnichowy Stawek (Zadní Mnichovo pleso), které je nejvýše položeným plesem na polské straně Vysokých Tater. Naklézá se přibližně v nadmořské výšce 2070 m. V jihozápadní části doliny, pod Szpiglasowým sedlem (Szpiglasowa Przełęcz) je ještě jedno malé pleso Stawek na Kôpkach. 

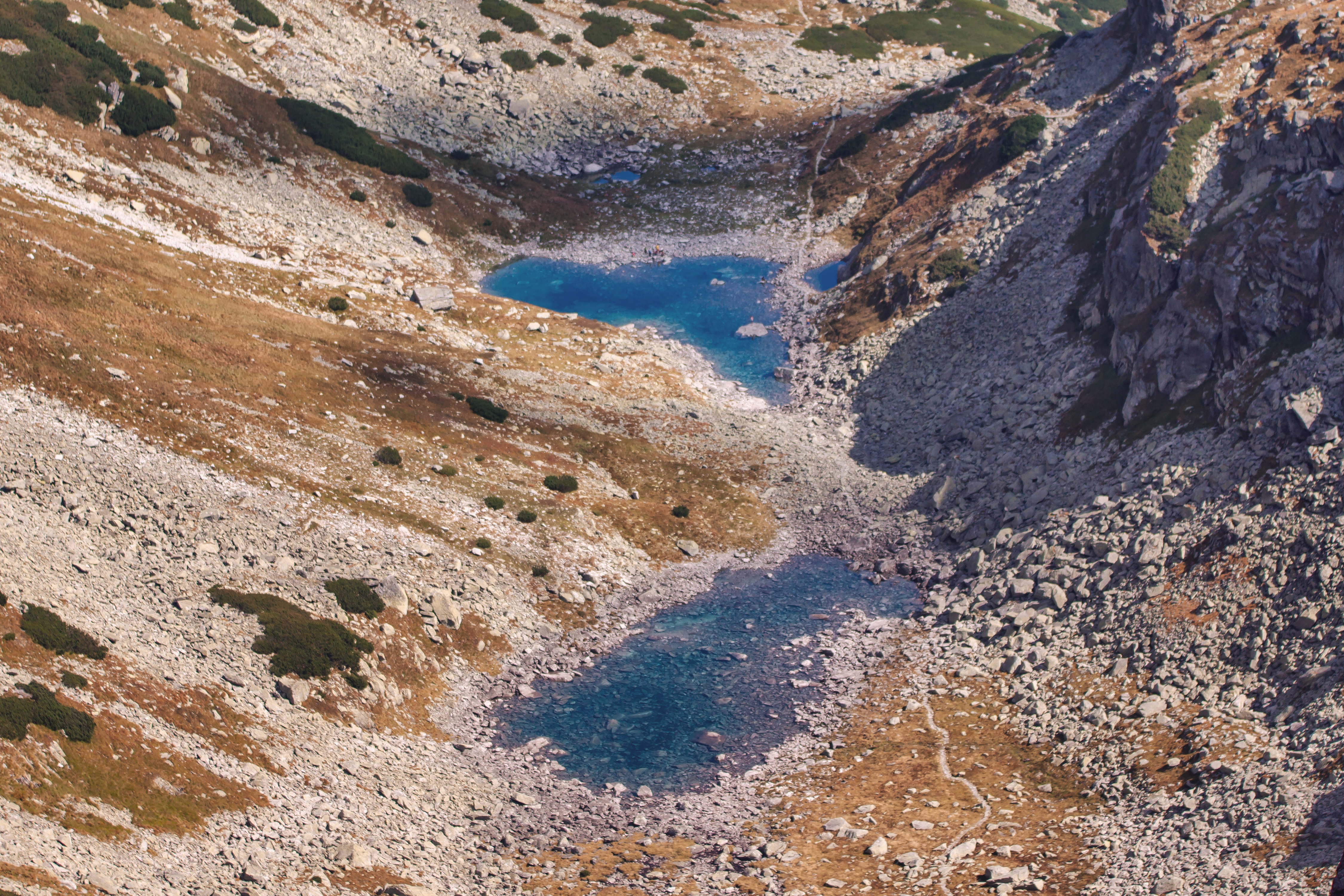
Staw Staszica v Dolině za Mnichem

## První v údolí
Dříve zde byly doly. Dolinu v minulosti navštěvovali pastýři. Prvními, kteří po sobě zanechali písemnou zmínku o návštěvě doliny, byli Maximilián Durdyk Darlewski, Zygmund Klemensiewicz, Roman Kordys a S. Pręgowski 8. ledna 1907. 

## Zajímavost
Pod skalami Miedzianeho Polský turisticko-vlastivědný spolek postavil v roce 1894 malou dřevěnou chatu – útulnu. Zničila ji lavina. Když ji opravili v roce 1900, opět ji zničily masy sněhu. Na úbočích Miedziana, asi 80 metrů nad plesem Staw Staszica, je malá skalní jeskyňka, do které se vejde 4 až 5 osob.

## Turistika
- od dolního prahu doliny přes Chałubińského bránu. Čas: 1 h, ↓ 45 min
- od Morského oka (Morskiego Oka) přes prah Doliny za Mnichem a úbočí Miedzianeho na Szpiglasowu Przełęcz. Čas: 2:30 h, ↓ 1:50 h.